# الكسندر إس. جونسون
الكسندر إس. جونسون (بالإنجليزية: Alexander S. Johnson)‏ هو محامي وقاضي أمريكي، ولد في 30 يوليو 1817 في أوتيكا في الولايات المتحدة، وتوفي في 26 يناير 1878 في ناساو في باهاماس.